# Kalles klätterträd
Kalles klätterträd är en svensk animerad TV-serie från 1975 av Olof Landström och Peter Cohen, producerad av POJ-filmproduktion. Det musikaliska ledmotivet framförs av Jojje Wadenius och berättarrösten tillhör Toivo Pawlo. Programmet spelades in i totalt tolv avsnitt på cirka 8 minuter var och det första sändes i Sveriges Radios TV-sändningar den 25 december 1975. Serien belönades år 1978 med det tyska TV-priset Prix Jeunesse.
Mitt inne i en stor stad finns ett träd på en liten gård. I toppen av trädet brukar huvudpersonen Kalle ligga och fundera över livet, världen, skolan och om Emma (som bara finns i hans fantasi). Under trädet sitter Kalles korpulente morfar och läser tidningen, vilket ger Kalle olika uppslag till sina fantasier.

## Avsnitt
1. Vinterfunderingar (även kallad Vinter i stan), sänd 25 december 1975[3]
2. Att köpa en diskborste, sänd 26 december 1975[4]
3. Att vara sjuk, sänd 28 december 1975[5]
4. Att göra en uppfinning, sänd 29 december 1975[6]
5. Att ha födelsedag, sänd 30 december 1975[7]
6. Att baka, sänd 31 december 1975[8]
7. Att ha djur, sänd 1 januari 1976[9]
8. På stan med morfar, sänd 2 januari 1976[10]
9. Om man kunde flyga (även Att kunna flyga), sänd 4 januari 1976[11][12]
10. Att börja skolan, sänd 5 januari 1976[13]
11. Att åka på semester, sänd 6 januari 1976[14]
12. Att handla skor och kläder, sänd 7 januari 1976[15]